# خلف دميثير
خلف دميثير عجاج جازع العنزي (14 أكتوبر 1946 - 19 ديسمبر 2022)؛ نائب سابق في مجلس الأمة الكويتي منذ عام 1981 وحتى عام 2016، وعضو المجلس الوطني السابق عام 1990.

## الإيداعات المليونية
اتُهم خلف دميثير بشبهه غسيل أموال أو بما يُسمَّى الإيداعات المليونية، واستُدعي إلى النيابة العامة حيث نفى التهمة عن نفسه، قائلًا بأن أحد مصادر أمواله هو الأمير صباح الأحمد وولي عهده نواف الأحمد الجابر الصباح وناصر المحمد الصباح وأحمد الفهد الصباح وآخرون. وفي 15 فبراير 2017 قام النائب رياض العدساني بإظهار مُستندات تُدين النواب المُتهمين بقضية الإيداعات المليونية ومن بينهم خلف دميثير.

## انتخابات مجلس الأمة
| الانتخابات    | الدائرة الانتخابية  | المركز            | عدد الأصوات | النتيجة |
| ------------- | ------------------- | ----------------- | ----------- | ------- |
| انتخابات 1981 | الدائرة الثامنة عشر | المركز الأول      | 409 صوت     | فاز     |
| انتخابات 1985 | الدائرة الثامنة عشر | المركز الأول      | 895 صوت     | فاز     |
| انتخابات 1992 | الدائرة الثامنة عشر | المركز الأول      | 1,296 صوت   | فاز     |
| انتخابات 1996 | الدائرة الثامنة عشر | المركز الأول      | 2,182 صوت   | فاز     |
| انتخابات 1999 | الدائرة الثامنة عشر | المركز الأول      | 1,665 صوت   | فاز     |
| انتخابات 2003 | الدائرة الثامنة عشر | المركز الأول      | 1,631 صوت   | فاز     |
| انتخابات 2006 | الدائرة الثامنة عشر | المركز الثاني     | 3,091 صوت   | فاز     |
| انتخابات 2008 | الدائرة الثانية     | المركز الثامن     | 5,569 صوت   | فاز     |
| انتخابات 2009 | الدائرة الثانية     | المركز السابع     | 4,945 صوت   | فاز     |
| انتخابات 2012 | الدائرة الثانية     | المركز الرابع عشر | 4,084 صوت   | خسر     |
| انتخابات 2012 | الدائرة الثانية     | المركز السابع     | 1,553 صوت   | فاز     |
| انتخابات 2013 | الدائرة الثانية     | المركز الثامن     | 1,637 صوت   | فاز     |
| انتخابات 2016 | الدائرة الثانية     | المركز السابع     | 1,942 صوت   | فاز     |
| انتخابات 2020 | الدائره الثانية     | المركز الثاني عشر | 1,595 صوت   | خسر     |

## أبرز مواقفه في مجلس الأمة

### مجلس الأمة 2008 حتى 2013
| الكتل                                                    | مستقل                |
| اللجان                                                   | المالية              |
| قانون صندوق المعسرين                                     | غير موافق            |
| الموازنة العامة للدولة                                   | غير موجود            |
| قانون ضمان الودائع البنكية                               | مؤيد                 |
| إعادة تشكيل اللجان المؤقتة                               | موافق                |
| تقرير اللجنة المالية الرافض لإقامة الدواوين              | غير موجود            |
| مقترح حدس في التحقيق في الشراكة مع داو والمصفاة الرابعة  | ممتنع                |
| التحقيق في عمل فريق الإزالات                             | موافق                |
| مقترح اللجنة الثلاثية في التحقيق في داو والمصفاة الرابعة | موافق                |
| استجواب نورية الصبيح                                     | ضد الاستجواب         |
| شطب استجواب السعدون والعنجري                             | موافق                |
| طلب عدم التعاون مع الشيخ ناصر المحمد                     | مع الحكومة           |
| استجواب الوزير محمد العبد الله (2010)                    | ضد الاستجواب         |
| استجواب الوزير جابر الخالد                               | ضد الاستجواب         |
| انسحاب 2009                                              | لم ينسحب، مع الحكومة |
| تشكيل لجنة الإيداعات 2013                                | غير موافق            |
| شطب محاور استجواب 2013                                   | موافق                |

### مجلس الأمة 2016
| استجواب الوزيرة هند الصبيح (يناير 2018)                  | ضد الاستجواب |
| استجواب الوزير بخيت الرشيدي (2018)                       | ضد الاستجواب |
| استجواب الوزيرة هند الصبيح (مايو 2018)                   | ضد الاستجواب |
| استجواب الوزير خالد الروضان (2019)                       | ضد الاستجواب |
| استجواب الوزير محمد الجبري (2019)                        | ضد الاستجواب |
| استجواب الوزير نايف الحجرف (2019)                        | ضد الاستجواب |
| استجواب الوزير براك الشيتان (2020)                       | ضد الاستجواب |
| استجواب الوزير أنس الصالح (أغسطس 2020)                   | ضد الاستجواب |
| استجواب الوزير سعود هلال الحربي (أغسطس 2020)             | ضد الاستجواب |
| استجواب الوزير سعود هلال الحربي (سبتمبر 2020)            | ضد الاستجواب |
| استجواب الوزير أنس الصالح (سبتمبر 2020)                  | ضد الاستجواب |
| تصويت فتح باب ما يستجد من أعمال (تعديل النظام الانتخابي) | غير موافق    |